# Белозерская, Надежда Александровна
Надежда Александровна Белозерская (урожденная Ген; 29 марта [10 апреля] 1838, поместье Софиевка, Новгородская губерния. — 25 февраля [9 марта] 1912) — русская переводчица

, педагог, историк, литератор, журналистка. Псевдоним Б. Гнв.

## Биография
Родилась в семье лесничего. С детства жила в г. Петрозаводске. Получила домашнее образование. Зимой 1855/1856 вышла замуж за Василия Белозерского, который ввёл её в круг петербургского украинского общества. В 1861 муж Белозерской предпринял издание журнала «Основа», которое материально поддерживал её дядя М. Катенин, посвященного идее возрождения малороссийской народности. Это обстоятельство сблизило с Белозерскими Николая Костомарова, который скоро сделался близким человеком в их семье.
Была знакома с видными представителями украинской культуры Пантелеймоном Кулишом и Тарасом Шевченко. При их участии в начале 1860-х гг. вместе с мужем проводила еженедельные собрания, на которых также бывали Иван Тургенев, Николай Чернышевский и другие литераторы.

## Творчество
Надежда Белозерская выступала с переводами в российской прессе, опубликовала с предисловием и примечаниями Николая Костомарова «Записки о Московии XVI века сэра Джерома Горсея» (Библиотека для чтения, 1865, № 4—6; отдельное изд.: СПб., 1909), а также «Древнее право, его связь с древней историей общества и его отношение к новейшим идеям» (СПб.,1873). Переводила сказки с французского и итальянского языков.
Сотрудничала с Марко Вовчком в журнале «Отечественные записки» (1868—1870) и «Иллюстрированном журнале». В 1872 совместно с ней опубликовала свой перевод двухтомника «История человеческой культуры» Фридриха Кольба.
В 1867 с тремя детьми ушла от мужа, зарабатывала на жизнь репетиторством (в 1868 сдала экзамен на звание домашнего учителя).
В 1868—1873, вследствие болезни глаз Костомарова, приняла обязанности его литературного секретаря, под влиянием которого пристрастилась к русской истории и принялась за её изучение и самостоятельные исторические исследования.
В 1878 редактировала журнал «Воспитание и обучение». При поддержке Даниила Мордовцева помещала статьи и рецензии в журналах «Древняя и Новая Россия» и «Живописная Россия». Печаталась также в газетах «Ласточка», «Игрушечка», «Исторический вестник», «Русская мысль», где, в частности, в 1885 опубликовала записанную автобиографию Костомарова.
Принимала участие в деятельности Общества дешёвых квартир, Артели переводчиц и создании Высших женских курсов.

## Избранная библиография
Среди её работ:
- «Россия сто лет назад» («Русская Старина», 1877),
- «Дмитрий Емельянович Гнусин» (ib., 1886),
- «Россия в 60-х годах прошлого века» (ib., 1887),
- «Федор Григорьевич Солнцев» (ib., 1887),
- «Николай Васильевич Гоголь. Служба его в Патриотическом институте» (журнал «Русская старина», 1887),
- «Двадцатипятилетие Вестника Европы» (ib., 1890),
- «Влияние переводного романа и западной цивилизации на русское общество XVIII столетия» (ib., 1895),
- «Василий Трофимович Нарежный. Историко-литературный очерк» (удостоен Уваровской премии Академии Наук, ib., 1893),
- «Записки Ван-Галена» («Исторический вестник», 1884),
- «Донской казак Земленухин в Лондоне» (ib., 1886),
- «Происхождение Екатерины I» (ib., 1902),
- «Первые годы сближения Петра с Екатериной» (ib., 1903),
- «Княгиня З. А. Волконская» (ib., 1897),
- «Один из предков Пушкина» (ib., 1899),
- «Княгиня Д. Х. Ливен» (ib., 1898).

Отдельно изданы ею переводы: «Естественная история племен и народов» Гельвальда (2 т., СПб., 1881—1885) и «Записки о Московии» Горсея (СПб., 1904) и оригинальные труды: «Картины из русской истории» (вып. I, СПб., 1875; текст просмотрен Н. И. Костомаровым), «Царское венчание в России» (ib., 1896).
Автор воспоминаний о Н. Костомарове (журнал «Русская старина», 1886), подготовила к печати мемуары братьев В. Жемчужникова и А. Жемчужникова.